# Jean-François de Troy
Pour les articles homonymes, voir Troy (homonymie).
Jean-François de Troy (ou Jean-Baptiste-François de Troy, suivant les sources), né le 27 janvier 1679 à Paris et mort le 26 janvier 1752 à Rome, est un peintre et dessinateur de cartons de tapisseries français.
De son vivant, Jean-François de Troy fut considéré comme l'un des plus importants peintres d'histoire de France. Il était également sollicité pour ses peintures décoratives, portraits et peintures de genre. Dans ce dernier registre, il est considéré comme l'inventeur des « tableaux de modes » qui tentent de donner un portrait authentique des mœurs, modes et passes-temps de son époque.

## Biographie
Jean-François de Troy est le fils du portraitiste François de Troy (1645-1730) qui l'encourage à faire un séjour en Italie de 1699 à 1706.
Il est reçu à l'Académie royale de peinture et de sculpture le 28 juillet 1708 et prêté serment entre les mains de son père, alors directeur de l'Académie. Il a été reçu adjoint à professeur le 24 juillet 1716, puis professeur le 30 décembre 1730.
Le 15 novembre 1727, il a donné quittance pour la réalisation de trente-cinq travaux pour Monsieur de la Live.
Entre 1724 et 1737, il travaille au palais de Versailles et au palais de Fontainebleau. Il crée des modèles de tapisseries pour la manufacture des Gobelins (Histoire d'Esther, Histoire de Jason). Il reçoit le premier prix du grand Concours de 1727 organisé par le duc d'Antin, directeur des Bâtiments, conjointement avec François Lemoyne, pour son tableau Le Repos de Diane (musée des beaux-arts de Nancy).
Il s'est marié en 1732 avec Marie-Anne le Trouyt-Deslandes (†1742), âgée de 23 ans, fille de François le Trouyt-Deslandes, qui lui a apporté une dot considérable. Il a eu de ce mariage sept enfants qui sont tous morts avant lui. Il a acheté une charge de secrétaire du roi pour placer ses fonds.
En 1738, Jean-François de Troy est nommé directeur de l'Académie de France à Rome où il arrive le 3 août. Il est nommé par le roi Louis XV chevalier de l'ordre de Saint-Michel.
Il a été élu prince, c'est-à-dire directeur, de l'Accademia di San Luca en 1743.
Il meurt à Rome le 26 janvier 1752.
Le chevalier de Valory a lu, le 6 février 1762, devant l'Académie royale de peinture et de sculpture, l'éloge de Jean-François de Troy. Un autre éloge y a été lu, le 2 octobre 1762, par Jean-Jacques Caffieri.

## Œuvre
Jean-François de Troy est aussi bien un peintre d'histoire, c'est-à-dire qu'il traite de sujets historiques, mythologiques, moraux ou religieux, qu'un peintre de genre, brossant des scènes de la vie quotidienne dans la lignée d'Antoine Watteau.

## Œuvres dans les collections publiques
Aux États-Unis

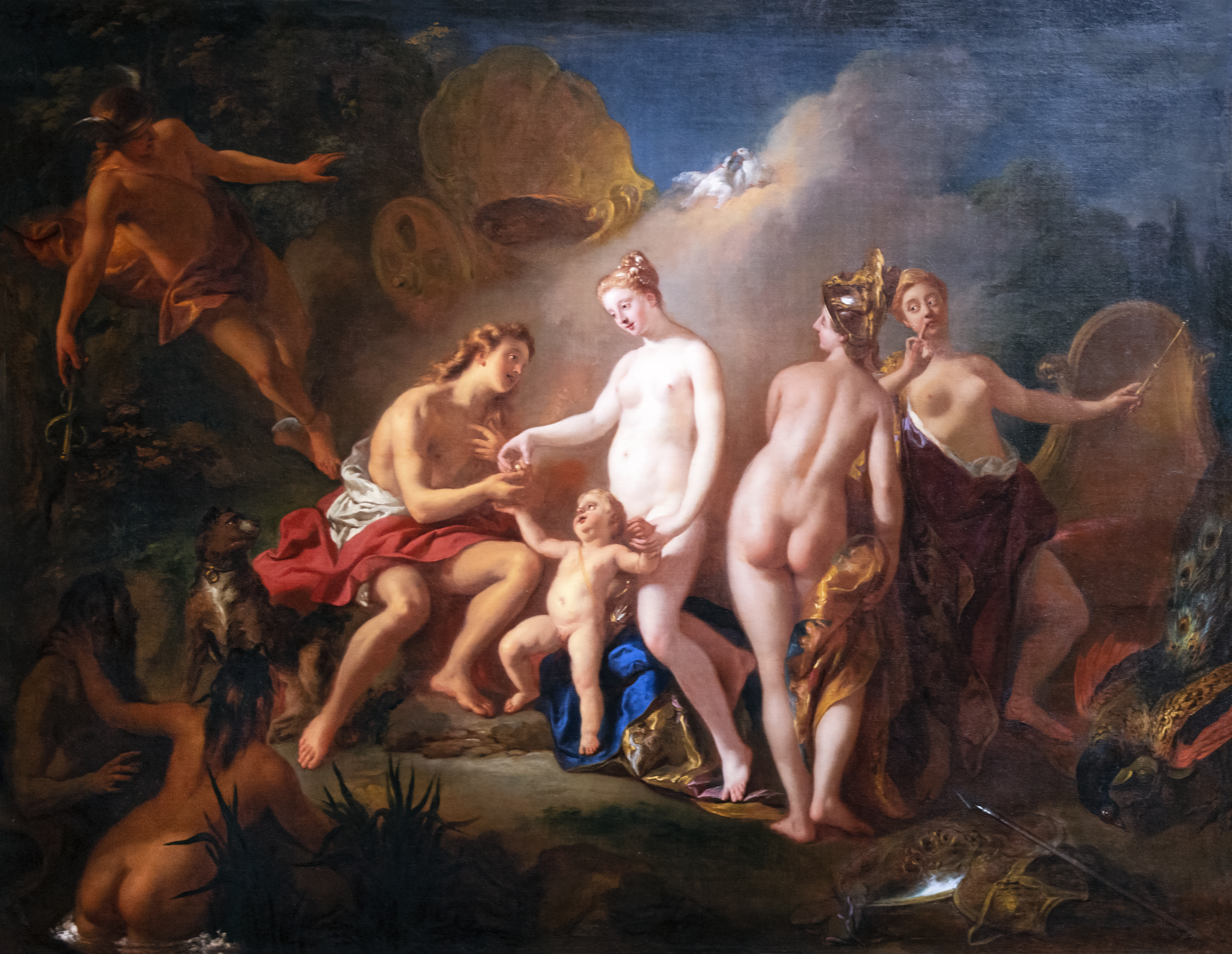
Le jugement de Pâris Musée des Beaux-Arts d'Agen

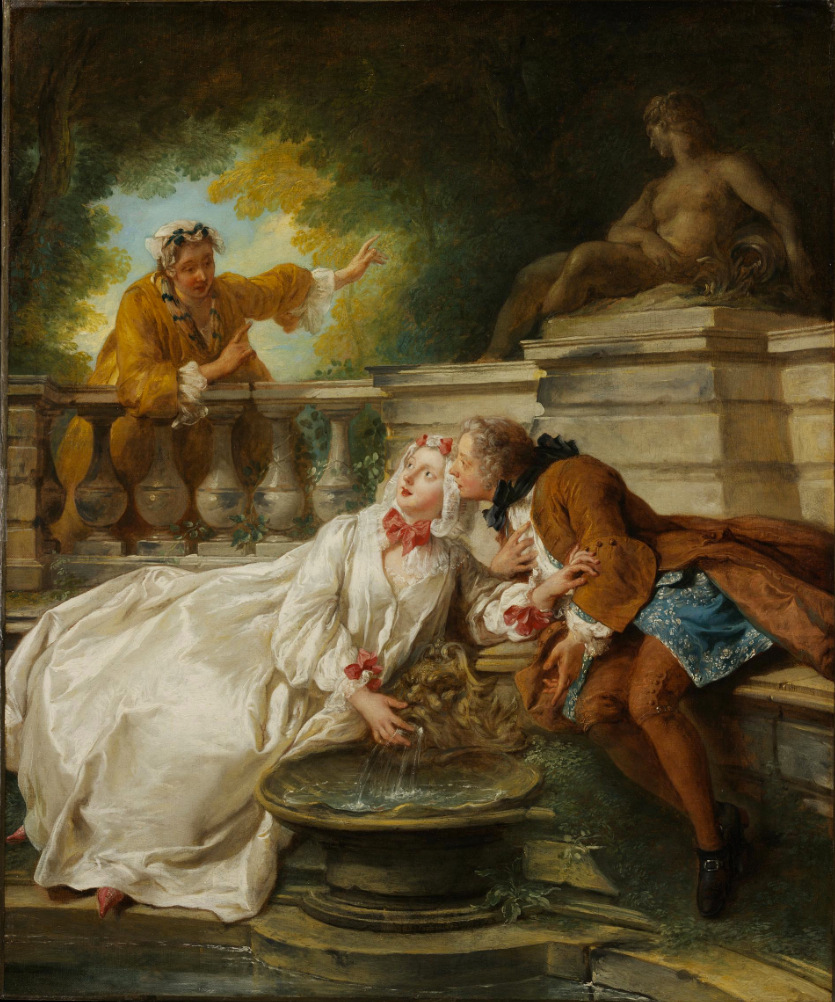
L'Alarme ou la Gouvernante fidèle (1723), Londres, Victoria and Albert Museum.

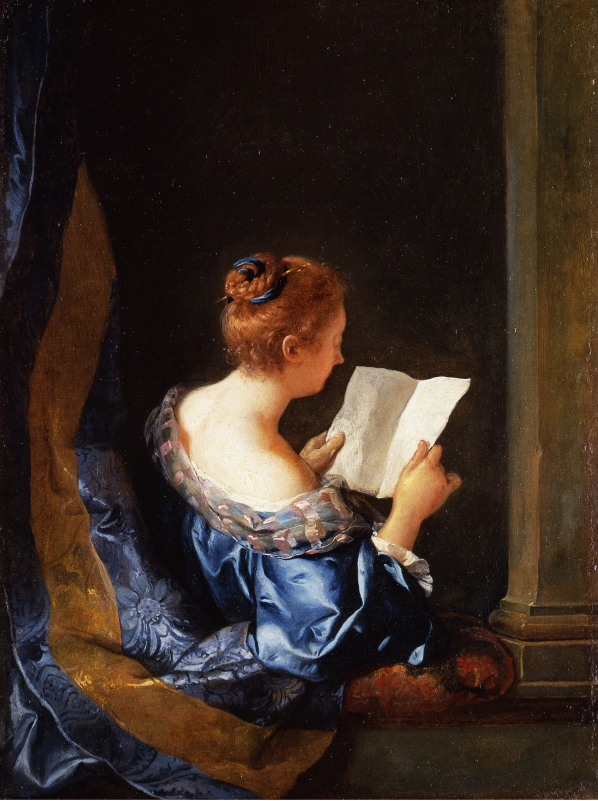
Femme lisant une lettre (1723), Berlin, Gemäldegalerie.

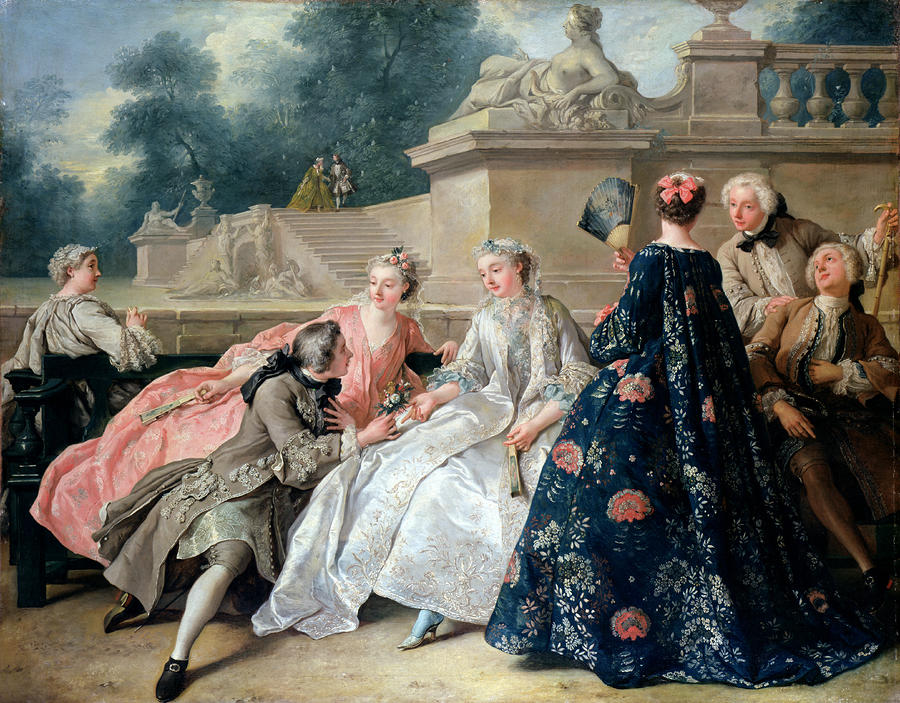
L'Assemblée dans un parc, (1731), Berlin, château de Charlottenburg.

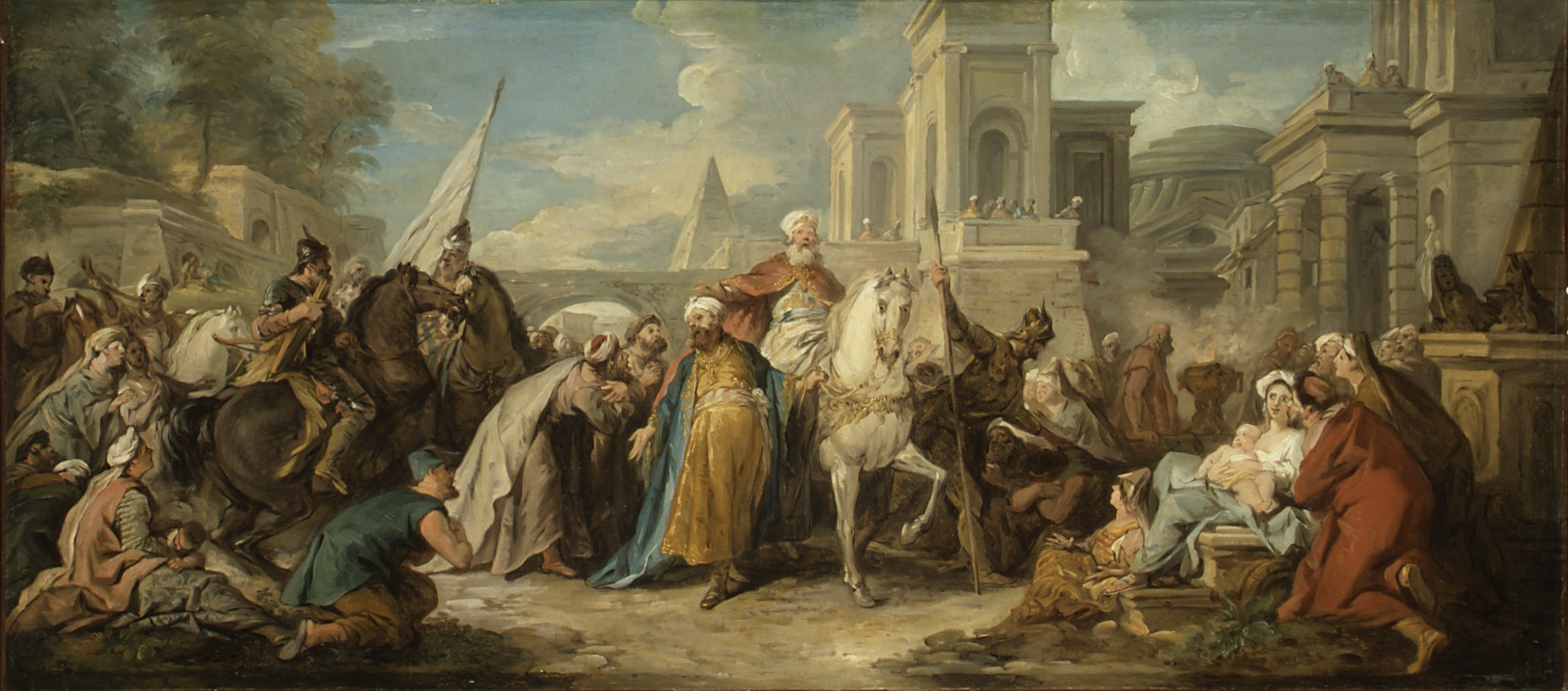
Le Triomphe de Mardochée (vers 1736), New York, Metropolitan Museum of Art.

- Dallas, Dallas Museum of Art : Adam et Ève, 1718.
- New York, Metropolitan Museum of Art : 
  - La Jarretière, 1724
  - La Déclaration d'Amour, 1724
  - Le Triomphe de Mardochée, 1736[7].
- Poughkeepsie, Vassar College, Frances Lehman Loeb Art Center (en) : Allégorie de la sculpture, huile sur toile, 85,3 × 88 cm[8].

En France
- Musée des beaux-arts d'Agen : 
  - Le Jugement de Pâris, 1715-1720, huile sur toile, 113,5 × 146,3 cm [9]
  - Portrait de Louise de Crussol, début années 1690, huile sur toile, 129 × 97 cm[10]
- Angers, musée des beaux-arts : Bethsabée au bain, 1727, huile sur toile.
- Besançon, cathédrale Saint-Jean :
  - Le Christ au jardin des Oliviers, 1751, huile sur toile[11] ;
  - Le Martyre de Saint-Étienne, 1750, huile sur toile ;
  - Le Portement de la croix, 1751, huile sur toile.
- Brest, musée des beaux-arts : Bacchus et Ariane, toile de forme octogonale avec un cadre chantourné, 98,3 x 170,5 cm[12]
- Châlons-en-Champagne, musée des beaux-arts et d'archéologie : Autoportrait.
- Chantilly, musée Condé : Le Déjeuner d'huîtres, 1735.
- Draguignan, musée d'Art et d'Histoire : La Mort de Cléopâtre, 1729, attribution.
- Gray (Haute-Saône), musée Baron-Martin : Le triomphe de Mardochée, huile sur toile, 23 x 34 cm.
- Lyon, Musée des beaux-arts : 
  - Jésus et la Samaritaine ;
  - Le Jugement de Salomon ;
- Meaux, musée Bossuet : Le Combat des Lapithes et des Centaures, huile sur toile.
- Paris, musée du Louvre :
  - Le Christ devant Pilate, 1731 ;
  - Un Déjeuner de chasse, 1737. Ce tableau ornait la salle à manger de Louis XV au château de Fontainebleau ;
  - L'Évanouissement d'Esther, 1737 ;
  - Le Triomphe de Mardochée, 1739 ;
  - Le Dédain de Mardochée envers Aman, 1740.
- Rouen, musée des beaux-arts :
  - Suzanne et les vieillards, 1727 ;
  - L'Ascension, 1721, huile sur toile, anciennement à l'église saint-Jean de Rouen ;
  - L'Assomption, huile sur toile, anciennement à l'église saint-Jean de Rouen ;
  - La Présentation de Jésus au temple, 1710, anciennement à la cathédrale Notre-Dame de Rouen.
- Saint-Cloude, musée du Grand Siècle :
  - Clytie changée en tournesol
- Saint-Quentin, musée Antoine-Lécuyer :
  - L'Enlèvement des Sabines ;
  - Coriolan devant Rome.

En Italie (Rome)
- Ritrovamento di Romolo e Remo , ou  Faustolo trova Romolo e Remo  –   Faustulus confiant Romulus et Rémus à  Larentia,  (1739), huile sur toile, cm. 73 x 99 ou 74 x 100. Inv. 0369. Intitulés différents en italien et en français. Faustulus  était un berger qui aurait recueilli Rémus et Romulus et les aurait  élevés avec son  épouse Acca Larentia. Accademia nazionale di San Luca (Académie Nationale de Saint-Luc)
- Girolamo Theodoli  (Portrait de) (1745), huile sur toile, cm. 73,5 x 60,5. Inv. 0208. Girolamo ou Gerolamo Theodoli  tait un architecte de famille aristocratique. Accademia Nazionale di San Luca (Académie Nationale de Saint-Luc)
- Autoritratto  –  Autoportrait  , ou  Autoportrait tenant un carton à dessins de la main gauche   (1745) huile sur toile, cm. 73,3 x 61. Inv. 0207. Accademia Nazionale di San Luca (Académie Nationale de Saint-Luc)
- San Girolamo Emiliani che presenta gli orfani alla Madonna,  ou plus exactement , San Girolamo Miani e orfani davanti alla Madonna con angeli, soit : Saint Jé rôme Émilien présente les orphelins à la Vierge, ou  Saint Jérôme Miani et des orphelins devant la Madone avec anges, aussi intitulé : Le Bienheureux Jérôme Émilien présente des enfants à  la Vierge. 1748, aussi indiqué  1749. Huile sur toile, cm. 354 x 210. (Jérôme  Émilien a ét é béatifié  en 1747 et canonisé  en 1767, il n'était donc bienheureux et non saint lorsque le tableau a  été  peint). Chiesa dei Santi Bonifacio e Alessio all’Aventino ( Église Saints-Boniface-et-Alexis- à l’Aventin). Contrairement à ce qu'on peut parfois lire, il ne s'agit pas d'une fresque.
- La Résurrection   (Non daté ). Chiesa dei Santi Andrea e Claudio dei Borgognoni *, ou dei Santi Andrea e Claudio dei Francs-comtois de Borgogna in Italia (Église des Saints-André-et-Claude-des-Bourguignons-de-Franche-Comté , ou des Francs-Comtois de Bourgogne en Italie).
- Villa Medici, Accademia di Francia a Roma (Villa Médicis, Académie de France à Rome) Chambre des Amours, murs (informations aimablement transmises par Mme Alessandra Gariazzo, Villa Medici, avec d’autres précisions non reprises ici). Deux grandes tapisseries de haute lisse, d’une tenture comportant sept tapisseries exécutées sur cartons de J-F. De Troy de 1736 à 1741, de  l’Histoire d’Esther réalisées pour la Manufacture des Gobelins :   La toilette d’Esther   (premièrementre de la série), 1774, cm. 384 x 398. Manufacture Audran.   L’ évanouissement d’Esther   (quatrième de la série), 1774, cm. 284 x 428.
- Ritratto di Giacomo III Stuart  –   Portrait de Jacques III Stuart . Huile sur toile, cm. 71 x 55. Inv. 76. Palazzo Corsini – Gallerie Nazionali di Arte antica di Roma, Gabinetto Verde (Chambre verte)
- Tapisseries des Gobelins, Série de l’histoire de Jason et de Médée, 2 scène. Jean-François de Troy, 1742-43 et 45. Combat des soldats nés des dents du dragon, 1742-43.  Les noces de Jason et de Créüse, ou Jason et Médée au temple de Jupiter, 1745. Palazzo Farnese (Ambassade de France en Italie). Deuxi me partie, voir à Gobelins.

En Angleterre
- Londres, Victoria and Albert Museum : L'Alarme ou La Gouvernante fidèle, 1723.

En Russie
- Saint-Pétersbourg, musée de l'Ermitage :
  - Portrait de Jeanne de Troy, femme de l'artiste, 1704, huile sur toile, 103 × 78 cm[13],[14] ;
  - Apollon et Daphné, 1728, huile sur toile, 204 × 135 cm[15],[16].

## Élèves
- Michel-François Dandré-Bardon
- Antoine Favray
- Marianne Loir